# Gryniówka
Gryniówka (biał. Грынёўка) – wieś na Białorusi, w obwodzie grodzieńskim w rejonie grodzieńskim, w sielsowiecie Wiercieliszki.
W latach 1921–1939 Gryniówka należała do gminy Wiercieliszki w ówczesnym województwie białostockim.